# Tiháma
Tiháma (arabsky: تهامة) je označení pro vyprahlou oblast nacházející se v západní části Arabského poloostrova v úzkém pásu mezi pobřežím Rudého moře a svahy horského pásma Saravátu v délce asi 1800 km.

## Geografie
Uvedená oblast je široká asi 50 km a táhne se od severozápadního pobřeží Saúdské Arábie až k průlivu Bab-al-Mandab v jihozápadní části Jemenu. Tvoří ji převážně pouštní planina, která se pozvolně zvedá od pobřeží až do nadmořské výšky asi 250 metrů.

## Klimatické podmínky
Tiháma patří k velmi teplým oblastem. Průměrné letní teploty dosahují až 30-34 °C, zimní klasají asi na 22-25 °C. Letní maximální teploty zde mohou převyšovat 50 °C. Průměrné srážky se pohybují od 50 do 150 mm za rok.